# 터닝 포인트 (드라마)
《터닝포인트》는 2014년 9월 4일에 MBC에서 방영한 드라마 페스티벌이다. 문화방송이 상암시대를 열면서 개막 특집으로 방송하였다.

## 등장 인물

### 주요 인물
- 이종혁 : 염동일 역 - 재연배우
- 신다은 : 염수정 역 - 동일의 동생 겸 매니저
- 김재경 : 맹난영 역 - 가수
- 송영규 : 차형석 역 - 난영의 소속사 대표 겸 매니저

### 그 외 인물
- 정석용 : 수정이 일하는 식당 사장 역
- 임지규 : 김영복 역 - 재연 프로그램 조연출
- 김주호
- 오찬영
- 김민규
- 조규호
- 성환
- 박성민
- 오상화
- 홍기준
- 이혁
- 이미경

### 특별출연
- 이순재 : 본인 역
- 김국진 : 본인 역 - 연예 프로그램 진행자
- 소이현 : 본인 역 - 연예 프로그램 진행자
- 박슬기 : 본인 역 - 연예 프로그램 리포터
- 정준영 : 본인 역 - 라디오 진행자

### 우정출연
- 김정근 : 본인 역 - 아침 교양 프로그램 진행자
- 김한석 : 본인 역 - 아침 교양 프로그램 진행자
- 서인 : 본인 역 - 예능 프로그램 진행자
- 이진 : 본인 역 - 아침 교양 프로그램 진행자